# 阿奎德內克島
阿奎德內克島（英語：Aquidneck Island），位於美國羅德島州的一座島嶼，也是羅德島州面積最大的島嶼。正式名稱是羅德島（Rhode Island），也是羅德島州名稱的來源，然而為了與羅德島州區別，大多稱為阿奎德內克島。面積97.9平方公里，人口60,870人（2000年）。島上主要城市有紐波特。阿奎德內克島通過紐波特橋和美國本土相連。阿奎德內克島的名稱可能來自於荷蘭語，意為「紅島」；也有說法認為是來自希臘的羅德島。阿奎德內克島由義大利人在1524年發現。